# رئوس مطالب آلمان

موقعیت آلمان

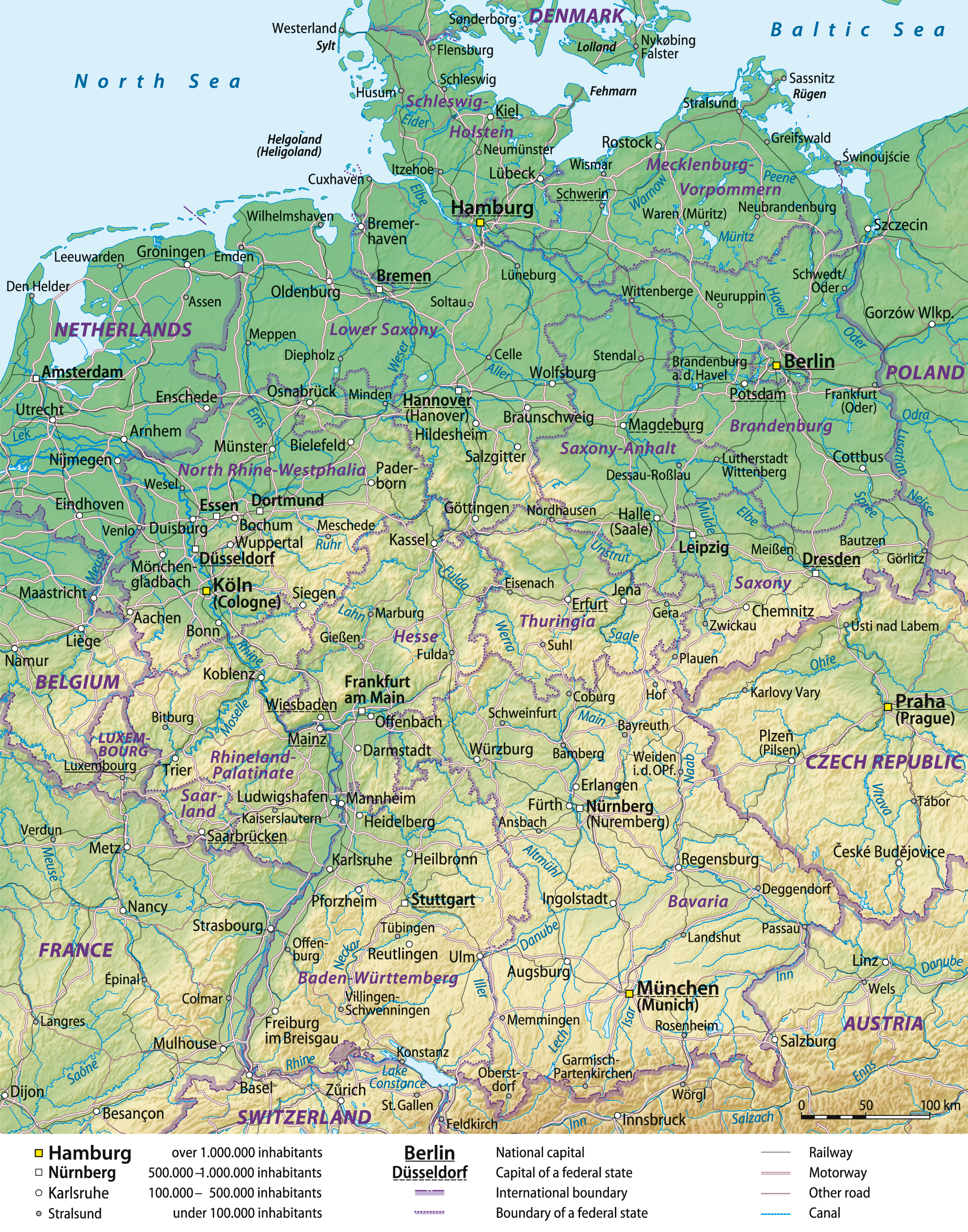
نقشه بزرگنمایی از جمهوری فدرال آلمان

طرح زیر به عنوان یک مرور کلی و راهنمای موضعی برای آلمان ارائه شده است:
آلمان – جمهوری پارلمانی فدرال در اروپای غربی و مرکزی متشکل از ۱۶ ایالت است، که حاکمیت محدود را حفظ می‌کنند. پایتخت و بزرگ‌ترین شهر آن برلین است. با بیش از ۸۰ میلیون نفر جمعیت، پر جمعیت‌ترین کشور عضو اتحادیه اروپا است. آلمان یک قدرت بزرگ اقتصادی و سیاسی قاره اروپا و یک رهبر تاریخی در بسیاری از زمینه‌های فرهنگی، نظری و فنی است. پس از از دست دادن جنگ جهانی اول، آلمان تحت کنترل آدولف هیتلر، که جنگ جهانی دوم را آغاز کرد، افتاد. پس از جنگ جهانی دوم، آلمان به آلمان شرقی و آلمان غربی تقسیم شد که هر یک از آنها در جنگ سرد طرف‌های مخالف بودند. در اکتبر ۱۹۹۰، پس از پایان جنگ سرد، این کشور دوباره متحد شد. از آن زمان آلمان با تولید ناخالص داخلی اسمی به چهارمین اقتصاد بزرگ جهان تبدیل شده است.

## منابع عمومی

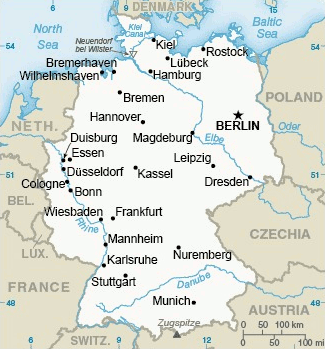
نقشه آلمان

## جغرافیای آلمان

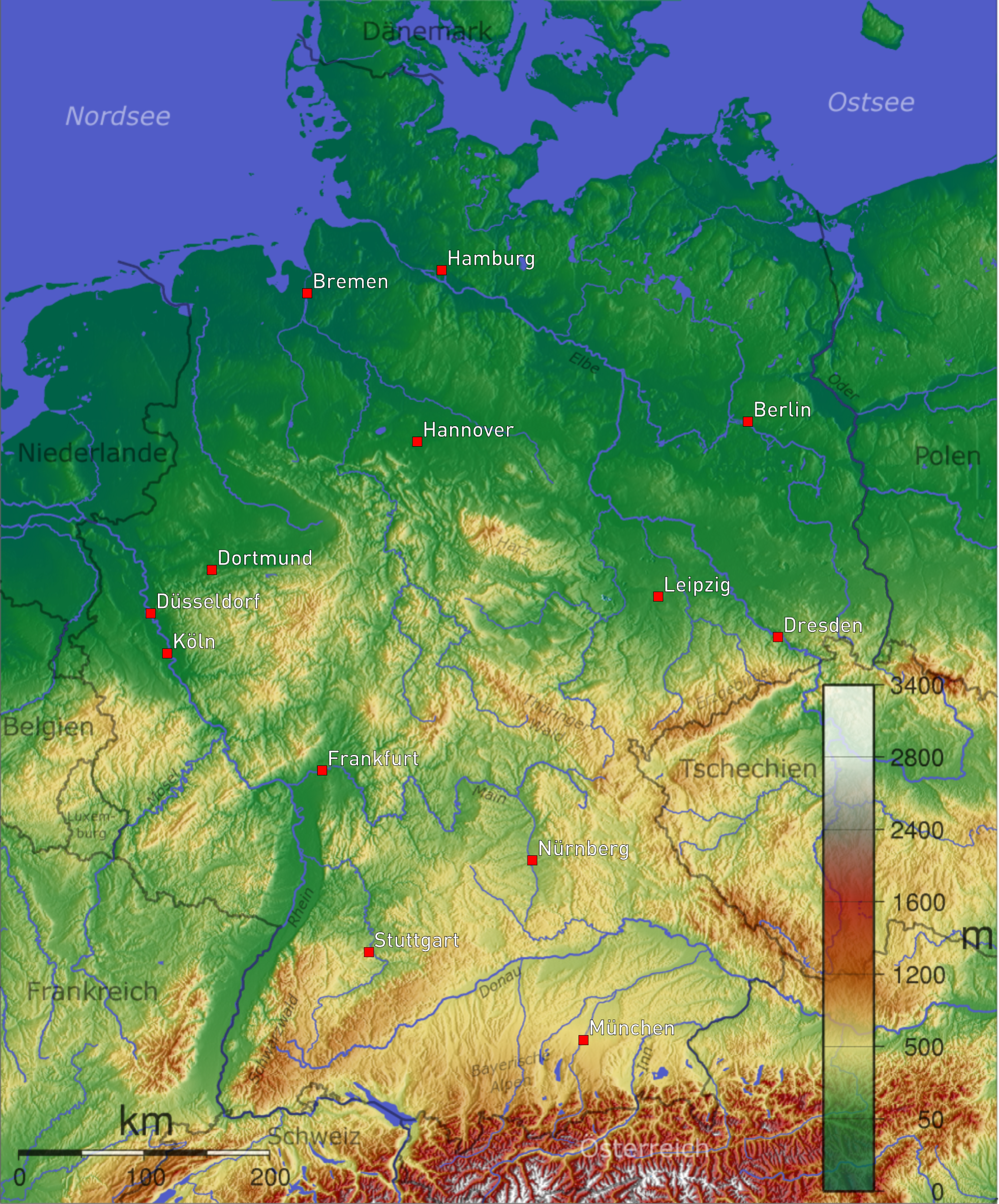
نقشه بزرگ توپوگرافی آلمان

### محیط زیست آلمان

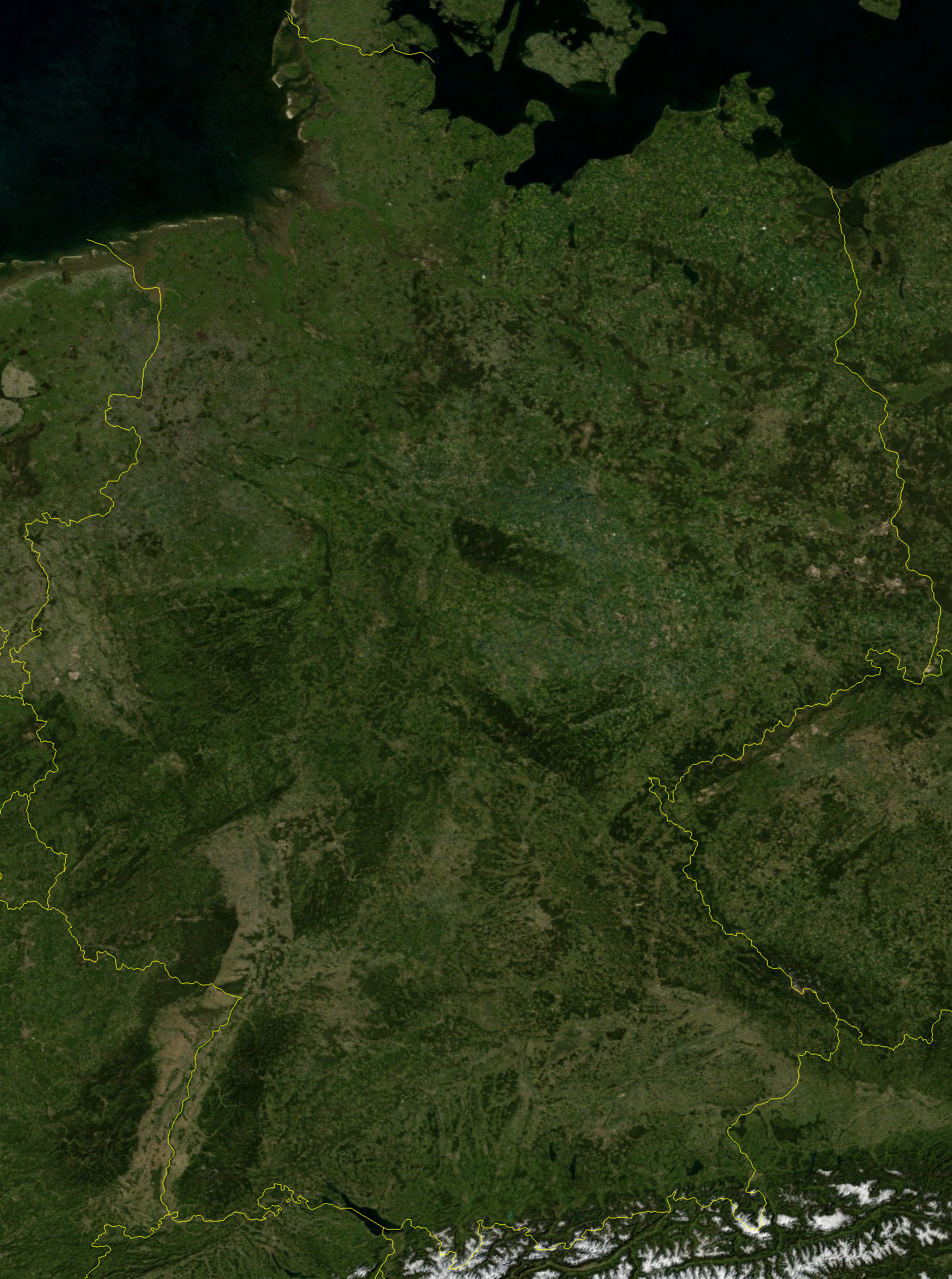
تصویر ماهواره ای از آلمان

## فرهنگ در آلمان

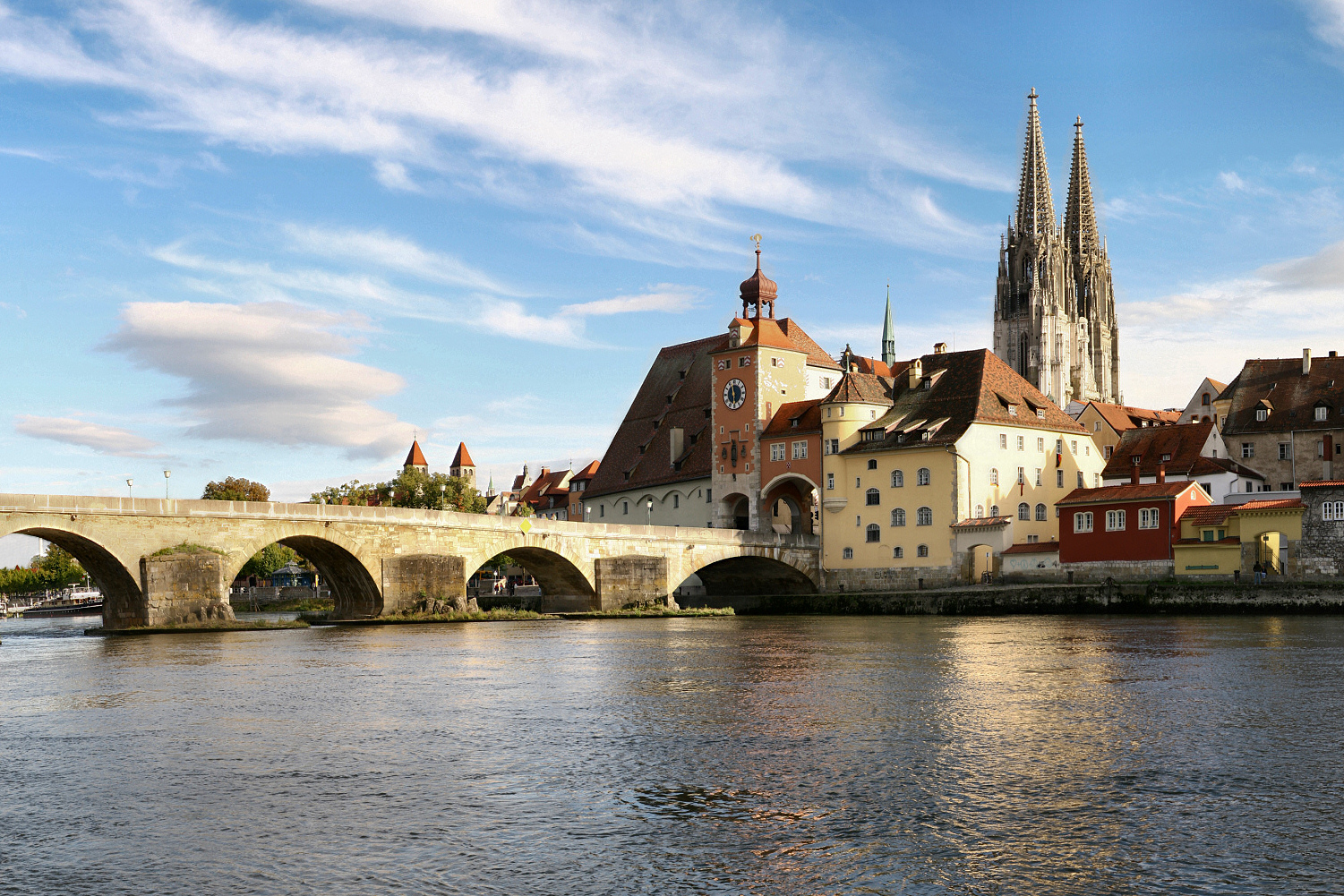
شهر قدیمی رگنسبورگ (میراث جهانی یونسکو)

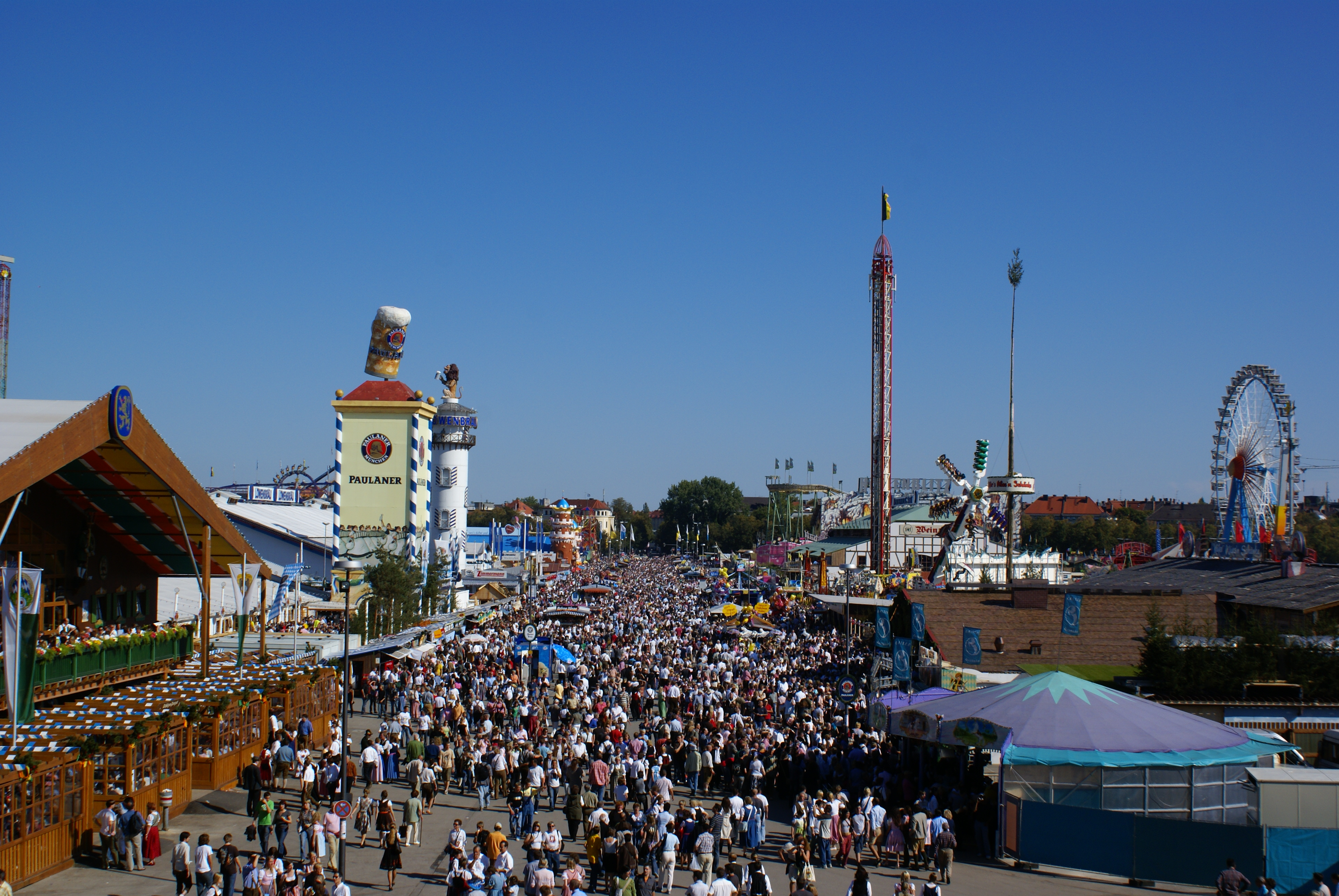
Oktoberfest در مونیخ بزرگ‌ترین نمایشگاه جهان است

### دین و سیستم‌های اعتقادی در آلمان

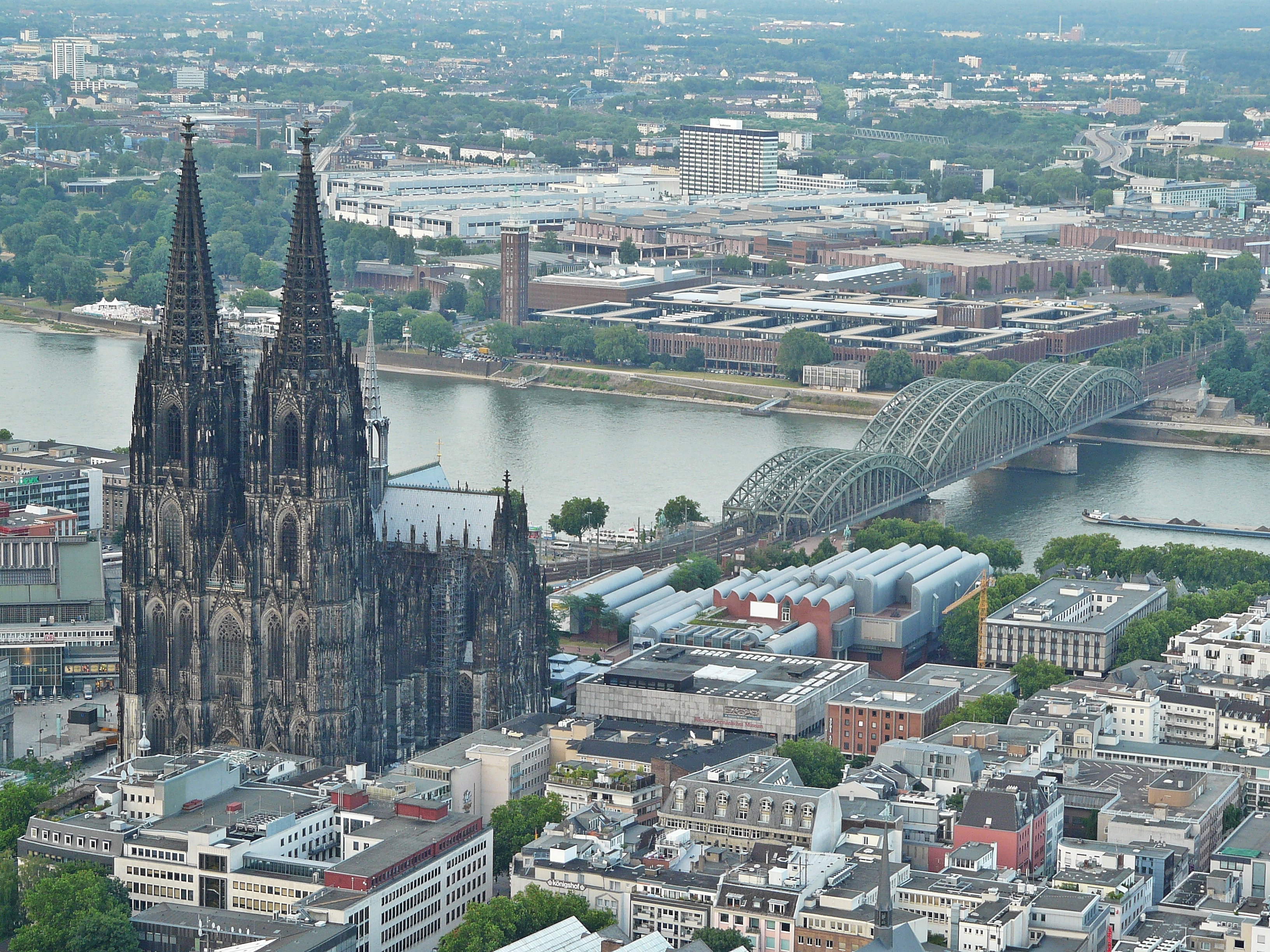
کلیسای جامع کلن

## اقتصاد و زیرساخت‌های آلمان

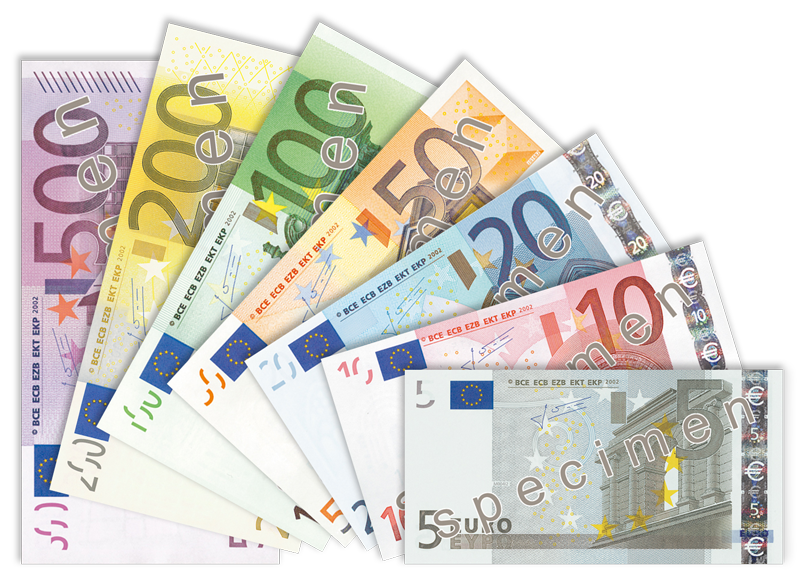
اسکناس‌های یورو